# Танк Рыбинского завода
Танк Ры́бинского заво́да (в ряде изданий также встречается определение Рыбинский танк) — проект среднего танка, разрабатывавшийся в Российской империи в 1915-1917 годах. Один из наиболее загадочных проектов бронетехники, созданных в России в годы Первой мировой войны — информация о нём весьма ограничена и носит отрывочный характер. По наиболее распространённой версии, танк создавался с использованием агрегатов сельскохозяйственного трактора и во многом опирался на французский опыт создания танков. Есть также основания полагать, что при проектировании за основу был взят не принятый во Франции проект полковника Этьена 1915 года. Однако, в любом случае, создание танка не вышло из стадии проектирования — первоначальный проект, предложенный Военному ведомству в конце 1916 года, не имел детального описания и был представлен лишь в общем виде, а события 1917 года поставили крест на дальнейших работах в этом направлении.

## История создания
Как ни странно, первое упоминание о некоем «танке Рыбинского завода» в печати относится лишь к 1956 году, то есть спустя 40 лет после предполагаемого появления проекта. В книге известного исследователя В. Д. Мостовенко «Танки» имелись следующие строки:

В 1915 г. на одном из заводов был разработан проект танка со следующими характеристиками: вес 20 т, экипаж 4 человека, вооружение 107-мм пушка и крупнокалиберный пулемёт, броня 10—12 мм, мощность двигателя 200 л. с. Представленный в Главное военно-техническое управление 10 августа 1916 года, этот проект не получил необходимой поддержки… Имеются сведения и о другом проекте, разработанном в то же время: вес 12 т, скорость до 12 км/ч, вооружение 75-мм пушка и пулемёт.— Мостовенко В. Д. Танки. Издание второе, исправленное и дополненное. — М.: Военное издательство МО СССР, 1956.
Там же были приведены разрезы бронемашины коробчатой формы с пушкой в корме и ходовой частью по типу трактора «Холт».
Однако позднейшие попытки исследователей найти оригинальные чертежи в архивах не увенчались успехом. Много «белых пятен» имелось и в описании машины. Тем не менее, на волне борьбы с космополитизмом и распространении идей об «изобретении танка в России», история о Рыбинском танке оказалась весьма популярна. В частности, на основании чертежей художник М. И. Петровский создал художественную реконструкцию танка. Кроме того, исследователи и краеведы предпринимали попытки разыскать сведения, на каком именно заводе Рыбинска и кем был составлен проект, однако и эти поиски не дали результатов. Из-за отсутствия каких-либо данных в архивах ряд исследователей вообще усомнились в существовании данного проекта. В частности, появилась версия, что «танк Рыбинского завода» впервые был упомянут в газете Академии бронетанковых войск в качестве первоапрельской шутки (там же якобы появились и чертежи).
Однако Рыбинский танк всё же существовал. Правда, даже не на уровне проекта, а на уровне предложения. Осенью 1916 года Председатель комиссии по броневым автомобилям генерал-майор Н. М. Филатов («отец» бронеавтомобиля «Гарфорд-Путилов»), получил письмо следующего содержания:

Технический отдел ГВТУ препровождает, по приказанию Начальника Управления, заявление Акционерного общества «Русский Рено» от 10 августа 1916 года с чертежом бронированного трактора большой мощности…
В своё время общество «Русский Рено» создавалось с целью налаживания лицензионного выпуска автомобилей «Рено» в России и юридически находилось в Петрограде, где размещался его завод. Однако уже во время войны оно построило второй завод — в Рыбинске. И хотя общество так и не смогло выпустить ни одного автомобиля, а Рыбинский завод во время войны был перепрофилирован на выпуск авиационных двигателей, его мощностей было вполне достаточно для реализации проектов боевых машин на гусеничном шасси.
Комиссия по броневым автомобилям рассмотрела заявление общества уже 19 августа. В протоколе заседания значилось следующее:

Краткое содержание дела. 
Заявление фирмы, чертёж и личное объяснение председателя фирмы дают следующие сведения: трактор гусеничной системы, приспособлен для езды без дорог. Вес трактора около 12 тонн, скорость около 12 км/час. Вооружение — одна 75-мм пушка и один пулемёт. Более подробных сведений в настоящий момент не имеется, и Петроградское отделение Фирмы запросило о них Правление в Париже…
То есть, проект боевой машины «Русского Рено» имел французские корни. История его началась ещё 1 декабря 1915 года, когда полковник Этьен направил главнокомандующему французских войск письмо с предложением о постройке «бронированных повозок, обеспечивающих продвижение пехоты» — то есть, по сути, танков сопровождения. Этьен предлагал строить на основе трактора «Холт» боевые машины весом 12 тонн, защищённые бронёй толщиной 15-20 мм и вооружённые 37-мм пушкой и двумя пулеметами. Экипаж «танка» составлял 4 человека. Ожидая официальной поддержки от Военного министерства, 20 декабря 1915 года Этьен встретился в Париже с Луи Рено и предложил ему заняться производством подобной машины, но знаменитый конструктор не проявил к танку особого интереса (позднее, в 1917 году, Рено всё же занялся танками и создал знаменитый «Рено» FT-17). Разочарованный Этьен обратился к конкуренту Рено, инженеру Брилье из фирмы Шнейдер, который согласился на предложение полковника и разработал проект, впоследствии воплотившийся в танк CA-1 «Шнейдер». Что же до проекта Этьена, то он «пролежал без дела» до середины 1916 года, однако к тому времени уже были готовы проекты танков CA-1 Шнейдер и «Сен-Шамон», вооруженных 75-мм орудиями и пулеметами. Этьен отдал этим машинам предпочтение, и его «неприкаянный» танк 1915 года стал неактуален.
Однако, судя по всему, Луи Рено, у которого остались наброски Этьена, решил, учитывая уже ведущиеся во Франции работы, попытаться продвинуть этот танк в России, через филиал своей фирмы. Он, вероятнее всего, знал, что российское военное ведомство уже тогда начало «зондировать» военные предприятия союзников на предмет закупки не только бронеавтомобилей, но и танков. На этом фоне предложение «Русского Рено» выглядело весьма заманчиво, но из-за своей недоработанности (вероятно, оно сопровождалось лишь эскизом) не вызвало особого интереса ГВТУ, и без того заваленного работой. Однако ГВТУ всё же переадресовало предложение «Русского Рено» Филатову и его Комиссии по броневым автомобилям, которая на всё том же заседании 19 августа отложила своё заключение о «бронированном тракторе» до получения более подробных сведений.
Сведения, видимо, так и не поступили, и в ворохе проблем военного времени о предложении забыли и ГВТУ, и «Русский Рено». Вместо этого весной 1917 года была достигнута договорённость о поставке в Россию 390 французских танков CA-1 Шнейдер, но после более детальной оценки их боевых возможностей в сентябре был сделан выбор в пользу лёгких FT-17. Однако события 1917 года, развал армии и общая дезорганизация власти не дали этим планам воплотиться в жизнь.

## Описание конструкции
Хотя происхождение чертежей из книги В. Д. Мостовенко неясно (С. Л. Федосеев, к примеру, говорит, что они вполне могли быть хорошо подготовленной мистификацией), проект был в целом вполне реален.
По описанному Мостовенко первому проекту, вероятнее всего, не существовавшему в реальности, танк имел массу 20 тонн при бронировании толщиной 10-12 мм. Компоновка машины была несколько нестандартной, с передним расположением отделения управления (там же монтировался курсовой пулемёт), моторным отсеком в середине корпуса и боевым — в корме. Вооружение составляла 107-мм морская пушка образца 1910 года.
Второй проект танка, видимо, являлся тем самым проектом Этьена, несколько переработанным Луи Рено. Этот танк обладал значительно меньшей массой и весил 12 тонн. Коробчатый корпус танка с вертикальными бортами имел длину 4900 мм, ширину 2000 мм и высоту 2000 мм. В передней части корпуса, ровно по центральной оси, размещался механик-водитель. Справа от него, в лобовом листе корпуса, устанавливался 8-мм пулемёт Гочкис. В книге М. Н. Свирина «Броня крепка: История советского танка 1919-1937» указывается именно это вооружение: 

Предполагалось, что это будут боевые машины массой около 12 т на шасси гусеничного трактора с вооружением из 75-мм пушки и 8-мм пулемета Гочкис.
 Это оружие обслуживалось командиром машины. В средней части корпуса находился моторный отсек, где устанавливался бензиновый карбюраторный двигатель мощностью 200 л. с. Расчётная скорость машины оценивалась в 12—15 км/ч. В кормовом орудийном отсеке размещалось 75-мм орудие (вероятнее всего, 75-мм морская пушка Канэ), обслуживавшейся двумя членами экипажа.
Тот же М. Н. Свирин в своей другой книге «Самоходки Сталина. История советской САУ 1919—1945» указывает, что подобное расположение вооружения диктовалось предполагаемой тактикой применения этих машин. Танки должны были идти в атаку впереди пехоты, прикрывая её своей броней и поддерживая огнём пулеметов. В случае же встречи с огневыми точками или заграждениями, машины должны были развернуться и огнём из орудия прямой наводкой уничтожить препятствия, после чего продолжать сопровождение пехоты.
Ходовая часть была разработана по типу трактора «Холт» и применительно к одному борту состояла из 10 опорных катков малого диаметра, сблокированных в 4 тележки, и четырёх поддерживающих роликов. Ведущее колесо размещалось спереди, ленивец — сзади. Верхняя часть гусениц прикрывалась откидным бронеэкранами.
Вероятнее всего, на чертежах из книги Мостовенко показан именно второй вариант танка. Это следует хотя бы из соотношения роста людей, габаритов двигателя и орудия на чертеже, судя по которому калибр орудия не превышает 75 мм. К тому же, размещение 107-мм орудия в машине таких габаритов было бы весьма проблематично.

## Оценка проекта
В принципе, так называемый «танк Рыбинского завода», будучи построен, был бы вполне адекватной для своего времени машиной. По большинству параметров (бронирование, вооружение, скорость) танк вполне соответствует машинам типа СА-1 «Шнейдер» и «Сен-Шамон», вполне удачно применявшимся в Первой мировой войне. Более того, есть основания предполагать, что 200-сильный двигатель обеспечивал бы машине даже бо́льшую подвижность, нежели 12 км/ч. Однако, как бы то ни было, на поля сражений этот танк так и не вышел, а в суматохе революций и последовавшей за ними Гражданской войны наброски, видимо, исчезли из поля зрения инженеров и не оказали никакого влияния на дальнейшее танкостроение в СССР.